# 布利津齊亞山
48°13′21″N 24°13′58″E / 48.22250°N 24.23278°E

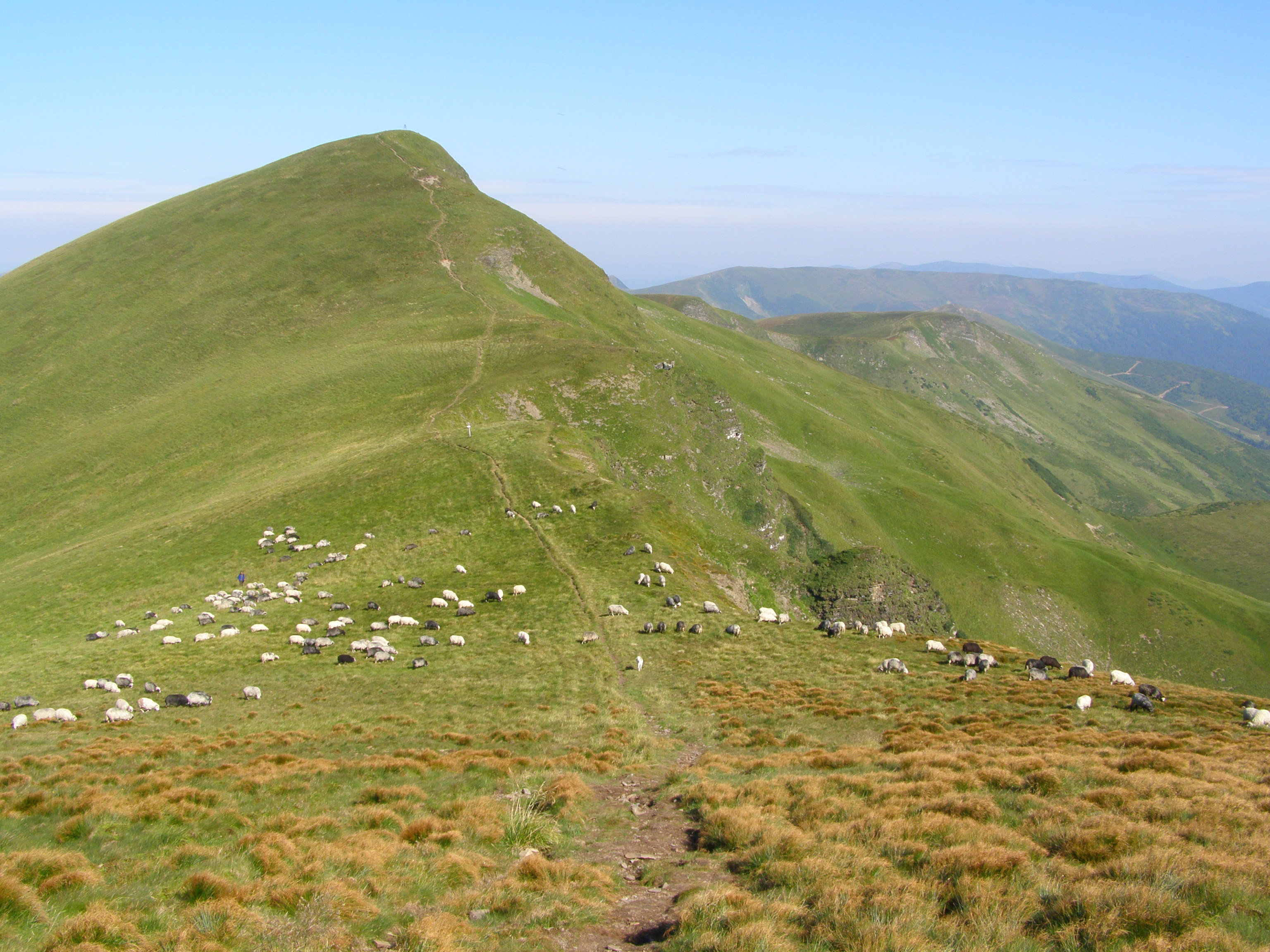

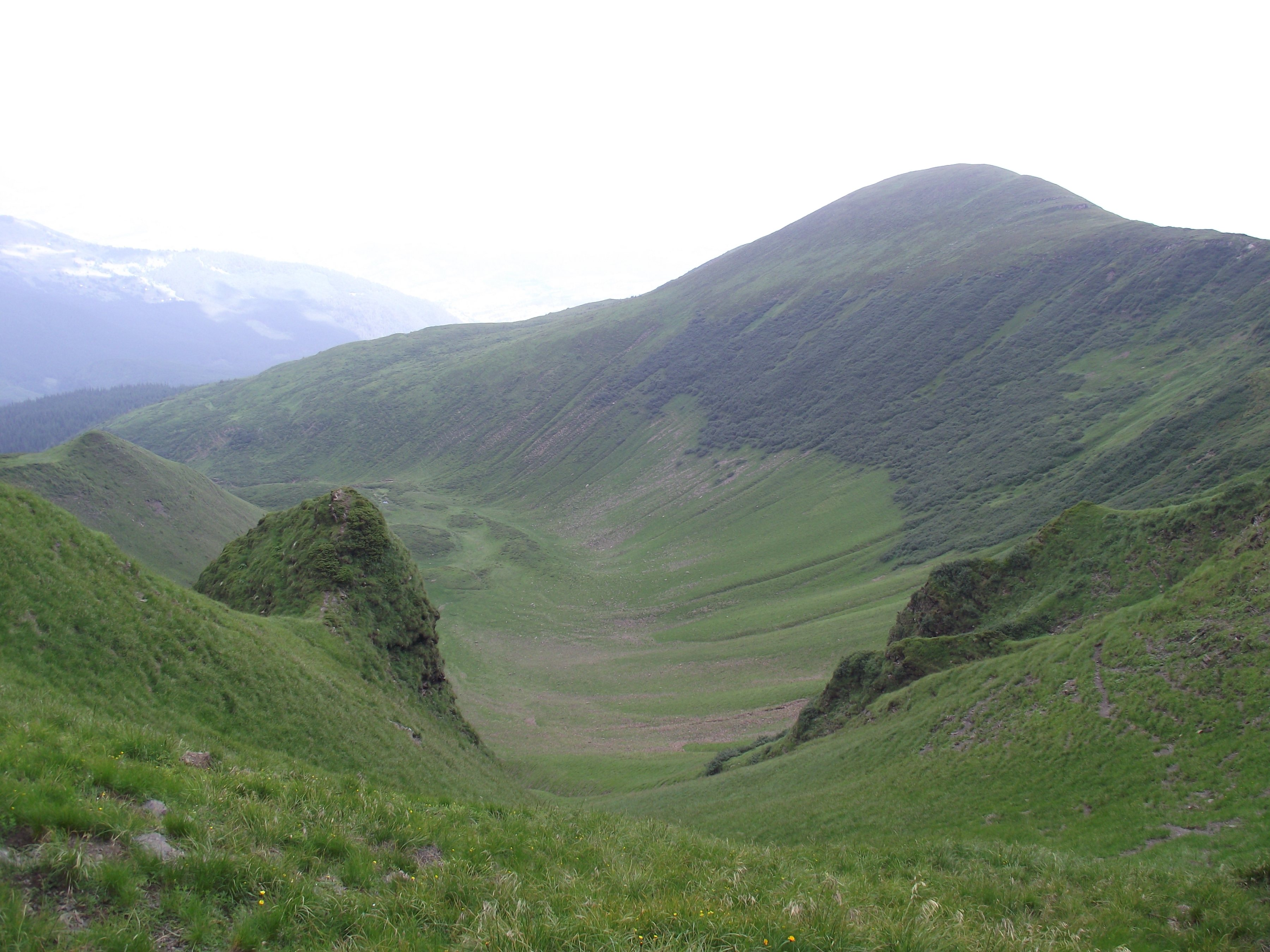

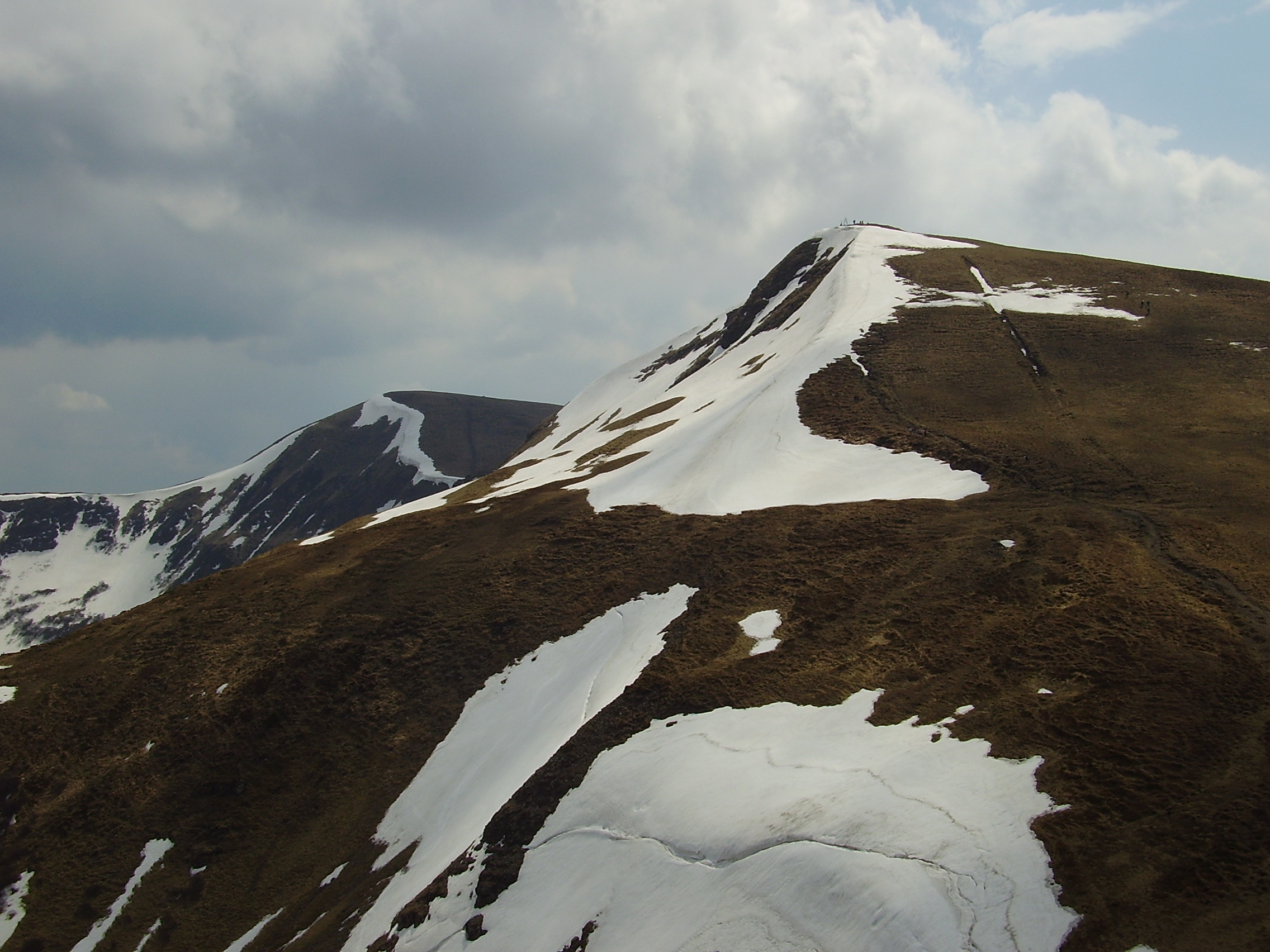

布利津齊亞山是烏克蘭的山峰，位於該國西部外喀爾巴阡州，處於拉希夫區，屬於斯維多韋茨山脈的一部分，該山峰海拔高度1,883米。